# 高雄海軍航空隊
高雄海軍航空隊（たかおかいぐんこうくうたい）は、日本海軍の部隊の一つ。木更津海軍航空隊・鹿屋海軍航空隊に続く3番目の陸上攻撃機部隊として、日華事変中盤から大東亜戦争後期にかけて爆撃・攻撃・偵察行動に従事した。1942年（昭和17年）10月1日に第七五三海軍航空隊（だい753かいぐんこうくうたい）と改称した。1944年（昭和19年）7月に解隊。
なお、高雄空の原隊である台湾高雄飛行場には、練成航空隊として高雄海軍航空隊（二代）と第二高雄海軍航空隊が設置されたので、本稿にて合わせて述べる。

## 沿革
かつて北海事件の際に、海軍は陸軍屏東飛行場を間借りし、日華事変勃発後の渡洋爆撃の際には台中飛行場を活用したが、台湾を基地とする陸上攻撃機隊の設置を急いだ。そこで開かれたのが第三の陸攻隊である高雄空である。開隊直後に実戦投入され、華南方面の戦略攻撃に用いられた。大東亜戦争（第二次世界大戦）中はもっぱら東インドネシアに常駐し、オーストラリアの要衝ダーウィンへの遠距離爆撃に従事した。本隊をラバウルに移動していない数少ない陸攻隊でもある。
- 昭和12年（1937年）
  - 12月28日 - 高雄海軍航空隊（仮称）設立準備委員事務所を高雄海軍通信隊内に設置[1]。
- 昭和13年（1938年）
  - 04月01日 - 開隊。第二連合航空隊に編入。
  - 05月10日 - 三灶島飛行場竣工、14機で進出。
  - 04月27日 - 福州を9機で爆撃。
  - 06月28日 - 南昌攻略作戦の陽動として吉安を爆撃。
  - 09月13日 - 柳州を爆撃。
  - 09月17日 - 桂林を爆撃。
  - 09月28日 - 昆明を爆撃。
  - 10月14日 - 広東攻略作戦を支援。
- 昭和14年（1939年）
  - 06月18日 - 汕頭攻略作戦を支援。
- 昭和15年（1940年）
  - 01月01日 - 高雄に帰還。再編に従事。
  - 05月01日 - 第一連合航空隊に編入。
  - 11月15日 - 仏印進出作戦に参加、ハノイに進出。
- 昭和16年（1941年）
  - 02月28日 - 海南島三亜に撤退。
  - 04月01日 - 3機を抽出し、第三航空隊を新編。
  - 04月10日 - 第十一航空艦隊第二十三航空戦隊を新編。
  - 07月25日 - 一式陸上攻撃機初調達、漢口に進出。
  - 07月27日 - 成都を空襲し、一式陸攻デビュー。
  - 09月01日 - 高雄に帰還。
  - 12月08日 - 太平洋戦争勃発。ルソン島イバ飛行場を27機で爆撃。
    - 以後、1月24日までにニコルス飛行場・イロイロ飛行場・マニラ湾停泊船舶・コレヒドール要塞を渡洋爆撃。
- 昭和17年（1942年）
  - 01月02日 - 南比ホロ島に進出、陸軍のバターン半島・コレヒドール島攻略を爆撃支援。
  - 04月03日 - バターン半島総攻撃を支援。
  - 04月20日 - ティモール島クーパン飛行場に進出。
    - ダーウィンへの爆撃を開始するが、連合軍の反撃によりクーパン進出を断念。

  - 04月25日 - 往路ダーウィン爆撃・復路ケンダリ撤退第一陣出撃。27日・29日の三波で撤退完遂。
  - 06月13日 - クーパンに再進出、27日に27機でダーウィンを爆撃しケンダリに撤退。
  - 07月下旬 - アル諸島・ケイ諸島・タニンバル諸島攻略作戦にともないクーパンに進出。
  - 07月25日 - 30日まで連日ダーウィンを爆撃。
  - 09月07日 - 陸攻18機をラバウルに派遣。
    - 本隊はケンダリ・クーパンに残留し、哨戒に従事。

  - 10月01日 - 「第七五三海軍航空隊」に改称[2][3]。
  - 12月28日 - ニューギニアバボ飛行場に進出。30日メラウケを爆撃し、1月1日ケンダリに帰還。
- 昭和18年（1943年）
  - 03月02日 - ダーウィン爆撃を再開。
  - 04月24日 - ケンダリにB-24が9機襲来、陸攻4機喪失。
  - 05月02日 - ダーウィンに反撃爆撃。
  - 05月07日 - バボに再進出。10月まで断続的にミリンギンビ・ブロックスクリークを爆撃。
  - 10月11日 - イギリス東洋艦隊接近の誤報。スマトラ島サバン飛行場・パダン飛行場に哨戒隊を派遣。
  - 11月12日 - 内南洋に分遣隊進出。
- 昭和19年（1944年）
  - 01月21日 - 全機ケンダリ出撃、テニアン島に転進。10機をトラック諸島に派遣。
  - 02月17日 - トラック島大空襲。トラック派遣隊全機喪失。テニアン本隊はトラックに進出。
  - 02月23日 - マリアナ諸島大空襲。敵機動部隊の索敵に出撃。
  - 05月03日 - 「あ号作戦」発令、ハルマヘラ島ワシレ飛行場に進出。
  - 05月27日 - 「第一次渾作戦」発令、ビアク島に連日出撃。
  - 06月05日 - 「第二次渾作戦」発令、稼動機払底。
  - 07月10日 - 解隊。

内南洋の空襲を幸運にもかわした七五三空だが、ニューギニア戦線での消耗が激しく、フィリピン戦線への転進もままならない状況に陥っていた。解散後は乙飛行隊の濠北海軍航空隊地上要員に取り込まれたが、濠北空も終戦まで持たず、1945年（昭和20年）5月に解散している。

## 主力機種
- 九六式陸上攻撃機
- 一式陸上攻撃機

## 歴代司令
- 石井芸江 大佐：1938年4月1日 - 1938年12月15日[4]
- 安藤栄城 大佐：1938年12月15日 - 1939年11月15日[5]
- 菊池朝三 大佐：1939年11月15日 - 1940年11月1日[6]
- 田口太郎 中佐：1940年11月1日 - 1941年6月25日[7]
- 伊藤良秋 大佐：1941年6月25日 -
- 久邇宮朝融王 大佐：1942年3月20日 - 第七五三海軍航空隊司令 1942年10月1日 - 1942年10月5日[8]
- 梅谷薫 大佐：1942年10月5日 - 1944年7月10日解隊

## 高雄海軍航空隊（二代）
多数の飛行練習生の練成を図るために増設された中間・慣熟練航空隊のひとつで、初代高雄空が番号に切り替わったのと入れ替わりに編成された。練習航空隊ではあったが、教材の零式艦上戦闘機や九六式陸上攻撃機を用いた台湾周辺の対潜哨戒任務も兼任していた。
- 昭和17年（1942年）11月1日　開隊。第十四連合航空隊に編入。
- 昭和18年（1943年）9月頃　　予科練特乙1期入隊。
  - 11月頃　　特乙2期入隊。
- 昭和19年（1944年）5月15日　台中分遣隊を設置、特乙2期転出。甲飛13期前期新規入隊。
  - 9月2日　甲飛13期後期入隊。
  - 12月1日　解隊。台中分遣隊は虎尾海軍航空隊に移管。

## 主力機種
- 九六式陸上攻撃機
- 零式艦上戦闘機
- 九三式中間練習機

## 歴代司令
- 井上左馬二 大佐：1942年10月1日 - 1944年2月15日

## 第二高雄海軍航空隊
高雄空を補完するために開かれた初歩・中間練習航空隊。二代目高雄空以上に練習に特化した部隊で、当初より戦力外であった。
- 昭和19年（1944年）8月15日　開隊。第十四連合航空隊に編入。
  - 12月1日　十四連空解散、高雄警備府直卒に転籍。
- 昭和20年（1945年）2月15日解隊

## 主力機種
- 九三式中間練習機

## 歴代司令
- 不明